# جرالد لاتبری
جرالد لاتبری (انگلیسی: Gerald Lathbury; ۱۴ ژوئیهٔ ۱۹۰۶ – ۱۶ مهٔ ۱۹۷۸) فرد نظامی اهل بریتانیا بود. وی همچنین برندهٔ جوایزی همچون نشان حمام و نشان امپراتوری بریتانیا شده‌است.